# ベルヴォア砦
ベルヴォア砦（ベルヴォアとりで、英語: Belvoir Fortress）、コチャヴ・ハヤルデン（ヘブライ語: כוכב הירדן, Kochav HaYarden：「ヨルダンの星」の意）、カウカブ・アル＝ハワ（アラビア語: كوكب الهوا, Kawkab al-Hawa：「風の星」の意）は、イスラエル北部、ガリラヤ湖の南方20キロメートル (12 mi)の丘の上にある十字軍国家の砦。1168年にホスピタル騎士団のグランドマスターであったジルベール・デセリーが築城に着手した。復元された砦は、ベルヴォア国立公園の中にある。この遺跡は、イスラエルに残る十字軍の砦の中で最も良好に保存されているものである。

## 歴史

### ローマ/ビザンティン時代
ヘブライ語の名称であるコチャヴ・ハヤルデンは、「ヨルダンの星」を意味し、ローマ帝国からビザンティン帝国（東ローマ帝国）の時代に当地の近くにあったユダヤ人の村落の名称コチャヴァ (Kochava) に由来する。

### 十字軍時代

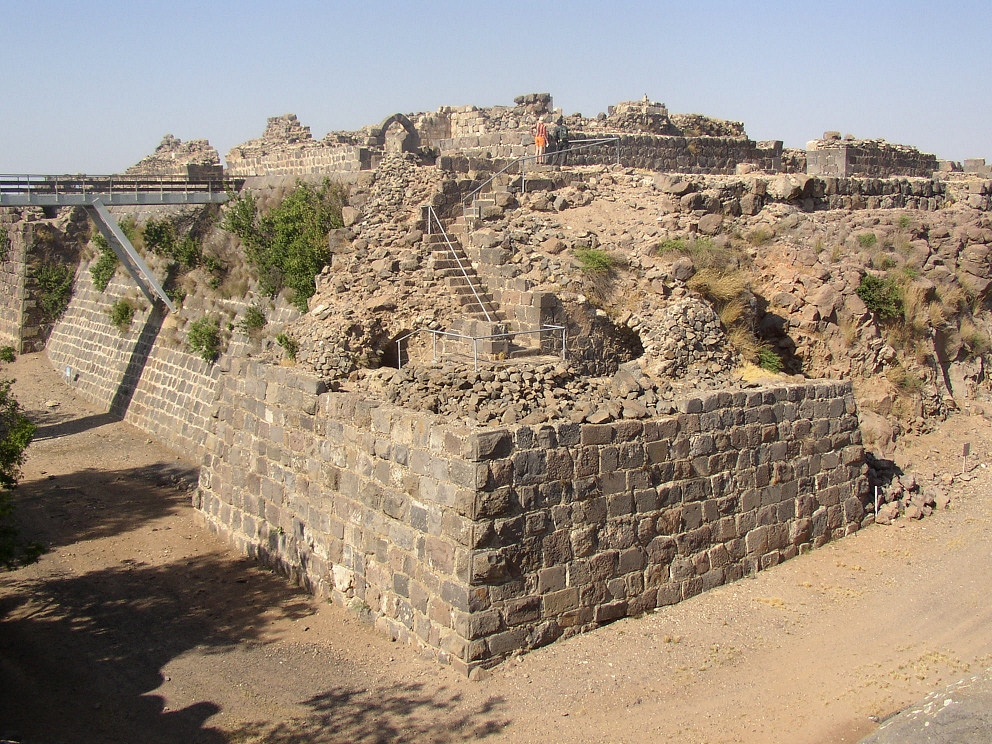
南西側からの眺め。

ホスピタル騎士団は、1168年に、ヴェロス (Velos) というフランス人貴族からこの敷地を購入した。ヨルダン渓谷から 500メートル (1,600 ft) ほどの高みある高原からは、ギレアドからエルサレム王国への道や、近傍の渡河点を見下ろすことができた。北方にはガリラヤ湖があり、西方には丘陵地帯が広がっている。砦の場所は、周辺地域を一望に収めるところにあり、アブ・シャーマ (Abu Shama) によると、その城は「星々の只中に、鷲の巣のように、月の傍に建っていた」という。
ホスピタル騎士団は敷地を購入すると直ちにベルヴォア砦の建設に取り掛かった。ジルベール・デセリーがホスピタル騎士団のグランドマスターだった時期、騎士団は新たに13ほどの城を築き、中でもベルヴォアは最も重要なものであった。ベルヴォア砦は、東方からエルサレム王国の攻略を目指していたイスラム教勢力にとって、大きな障害となっていた。1180年には、イスラム勢の攻勢に対して、砦は耐え抜いた。1182年には、砦の近くでベルヴォア城の戦いがエルサレム王国の国王ボードゥアン4世とサラーフッディーン（サラディン）の間で戦われた。
ヒッティーンの戦いでサラーフッディーンが十字軍に対して勝利を収めると、ベルヴォア砦は包囲された。攻城戦は1年半に及んだが、守備側は1189年1月5日に降伏した。その後はダマスカスのアイユーブ朝の支配者によって一蹴される1219年まで、アラブ人の総督が砦を占拠していた。1241年、砦はフランク人（ここでは「ヨーロッパ人」の意）に譲られ、その支配が1263年まで続いた。

### オスマン帝国とイギリス委任統治領時代
オスマン帝国の統治下では、当地はアラブ人の村カウカブ・アル＝ハワとなり、1947年から1948年にかけてのパレスチナ内戦の際には、イシューブ（ユダヤ人の共同体）側の軍事攻勢を受けて、住民の多くが逃亡した。

### イスラエル
1963年から1968年にかけて、当地にあったアラブ人の建物はイスラエル当局によって破壊撤去された。

## 建築

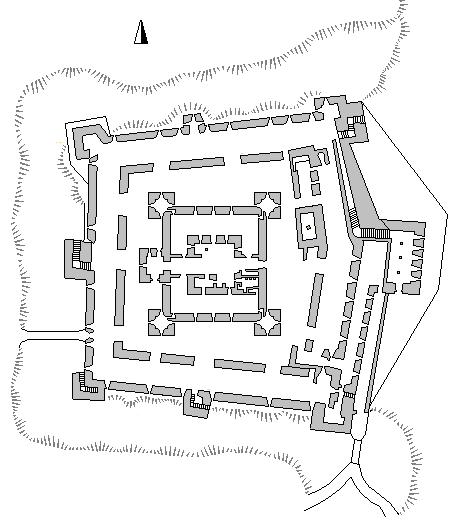
ベルヴォア城の平面図。

第二次世界大戦後、十字軍の城についての研究は停滞した。シリアでは、1946年の独立宣言以降、考古学調査にはほとんど資金が投じられなくなった。イスラエルでは、ジョシュア・プロウアーの下で十字軍の城についての研究が進められた。その最も需要な発見がなされたのがベルヴォアであった。1963年から1968年にかけて、イスラエル考古学庁は、城の発掘調査を進めた。この調査が行われるまで、ベルヴォアは、一重の壁を構えた単純な構造の城だと考えられていた。1960年代の発掘によって、エルサレム王国における初期の軍事建築が複雑なものであったことが明らかにされた。ベルヴォアの設計は、ローマ帝国時代のカストラに通じるところがあり、城内中央を囲む壁は正方形で四隅に塔を乗せ、壁のひとつに大きな楼門（ゲートハウス）が設けられており、この事例では西側の壁に楼門が設けられていた。
ベルヴォアは、集中式城郭の初期の事例のひとつであり、この形式はその後の十字軍の城でも踏襲された。城の形は左右対称になっていることが多く、外側の正方形の壁は、四隅に配された四角い塔屋で強化されており、内側に設けられた中心部分を囲う壁にも四隅と、西側の壁の上に塔屋が設けられていた。歴史家H・J・A・サイアによれば、ベルヴォアにおける集中式城郭の設計原理は、「その後の数世紀にわたって城の設計に影響を与えた」という。内外のそれぞれの壁の内側には、地下室が設けられており、貯蔵庫や、砲撃戦の際の待避壕としても使われた。また、城を囲んで、幅20メートル (66 ft)、深さ12メートル (39 ft)の堀が巡らされていた。